# Ладлоу-Фоллс (Огайо)
Ладлоу-Фоллс (англ. Ludlow Falls) — селище (англ. village) в США, в окрузі Маямі штату Огайо. Населення — 175 осіб (2020).

## Географія
Ладлоу-Фоллс розташований за координатами 39°59′53″ пн. ш. 84°20′21″ зх. д. / 39.99806° пн. ш. 84.33917° зх. д. (39.998085, -84.339197).  За даними Бюро перепису населення США в 2010 році селище мало площу 0,46 км², уся площа — суходіл.

## Демографія
Згідно з переписом 2010 року, у селищі мешкало 208 осіб у 81 домогосподарстві у складі 55 родин. Густота населення становила 450 осіб/км².  Було 86 помешкань (186/км²).
Расовий склад населення:
| - 100,0 % — білих |

До двох чи більше рас належало 0,0 %. Частка іспаномовних становила 0,5 % від усіх жителів.
За віковим діапазоном населення розподілялося таким чином: 28,8 % — особи молодші 18 років, 64,0 % — особи у віці 18—64 років, 7,2 % — особи у віці 65 років та старші. Медіана віку мешканця становила 34,0 року. На 100 осіб жіночої статі у селищі припадало 110,1 чоловіків;  на 100 жінок у віці від 18 років та старших — 102,7 чоловіків також старших 18 років.
Середній дохід на одне домашнє господарство  становив 45 613 долари США (медіана — 45 000), а середній дохід на одну сім'ю — 45 384 долари (медіана — 39 219). Медіана доходів становила 33 750 доларів для чоловіків та 22 000 доларів для жінок. За межею бідності перебувало 15,3 % осіб, у тому числі 29,1 % дітей у віці до 18 років та 0,0 % осіб у віці 65 років та старших.
Цивільне працевлаштоване населення становило 142 особи. Основні галузі зайнятості: виробництво — 23,9 %, роздрібна торгівля — 20,4 %, освіта, охорона здоров'я та соціальна допомога — 16,2 %.